# الضرائم (إب)

تعديل مصدري - تعديل

الضرائم هي إحدى قرى عزلة ميتم بمديرية إب التابعة لمحافظة إب، بلغ تعداد سكانها 360 نسمة حسب تعداد اليمن لعام 2004.